# Макабео
Макабео (исп. Macabeo, кат. Macabeu), или виура (точнее вьюра, Viura) — неприхотливый и высокоурожайный технический сорт белого винограда, преобладающий в испанских винодельческих зонах Риоха и Пенедес. Стандартное сырьё для изготовления каталонского игристого вина (см. Кава).
Хотя сорт плохо переносит излишнюю влажность и засуху, он считается достаточно неприхотливым. Соответственно, в Арагоне и Каталонии им удачно засаживают бедные и малоурожайные почвы. Из Риохи виура вытеснила мальвазию и белый гренаш на рубеже XIX и XX веков, когда происходило обновление виноградников после великого нашествия филлоксеры. В 2015 году по занимаемым в Испании площадям (около 45 тыс. га) виура уступала из сортов белого винограда только айрену. 
Большинство моносепажных (односортовых) белых вин из макабео, не обладая выраженным вкусом и ароматикой, предназначены употребляться молодыми. Наиболее долговечные и сложные вина (с минеральными и солёными оттенками) получают из лоз, выращенных на склонах Пиренеев (при условии тщательного ограничения урожайности). Многие виноделы предпочитают смешивать виуру с ароматичными или чрезмерно вкусовыми сортами (обычно с мальвазией). 
В Лангедоке используется для десертных вин, а собственно в Каталонии идёт также на так называемое «прогорклое вино» (vi ranci).